# Batista (football, 1961)
Pour les articles homonymes, voir Batista.
João Batista Viana dos Santos, plus communément appelé Batista,  est un footballeur brésilien né le 20 juillet 1961 à Uberlândia. Il évoluait au poste de défenseur.

## Biographie

### En club
Batista joue au Brésil dans des clubs comme l'Atlético Mineiro ou  l'Atlético Paranaense, ainsi qu'au FC Tirsense au Portugal,.

### En équipe nationale
Il est médaillé d'argent avec le Brésil lors des Jeux olympiques d'été de 1988. Il dispute deux matchs lors du tournoi olympique.
International, il reçoit 7 sélections pour 1 but marqué en équipe du Brésil entre 1987 et 1989.

## Carrière
- 1979-1984 :  Uberlândia EC
- 1985-1990 :  Atlético Mineiro
- 1990 :  Guarani FC
- 1991 :  Atlético Paranaense
- 1991-1997 :  FC Tirsense
- 1997-1998 :  Brasil de Pelotas

## Palmarès
Avec l'Atlético Mineiro :
- Champion du Minas Gerais en 1985, 1988 et 1989.

Avec le Brésil :
- Médaillé d'argent aux Jeux olympiques d'été de 1988.